# Alfred Joseph Naquet
Alfred Joseph Naquet (Carpentras, 6 ottobre 1834 – Parigi, 10 novembre 1916) è stato un chimico e politico francese.

## Biografia
Naquet nacque a Carpentras (Vaucluse) il 6 ottobre 1834. Divenne professore della facoltà di medicina di Parigi nel 1863 ed in quello stesso anno divenne anche professore di chimica a Palermo, dove tenne le lezioni direttamente in Italiano, lingua nella quale era particolarmente versato. Perse la sua cattedra nel 1867 insieme ai diritti civili quando venne condannato a quindici mesi di carcere per la sua adesione ad una società segreta. Nel 1869 venne nuovamente condannato per la sua opera Religion, propriété, famille ma fuggì in Spagna. Ritornato in Francia sotto il governo di Émile Ollivier prese parte attiva alla rivoluzione del 4 settembre 1870 e divenne segretario della commissione per la difesa nazionale.
Nell'Assemblea Nazionale sedette all'estrema sinistra, opponendosi ai governi che si succedettero. Rieletto alla camera dei deputati iniziò delle agitazioni contro la legge sul matrimonio. La sua proposta di ristabilire il divorzio venne discussa nel maggio del 1879 e nuovamente nel 1881 e nel 1882, venendo approvata due anni dopo. Naquet, per quanto disapprovasse per principio la seconda camera, si assicurò l'elezione al senato nel 1883 per meglio pilotare la sua politica. Nel 1890 si dimise dal senato per rientrare nella camera dei deputati per il 5º arrondissement di Parigi, e sedette tra i deputati boulangisti. Dopo il suicidio di Boulanger la sua influenza politica iniziò a declinare, e la sua connessione agli scandali di Panama peggiorò la sua situazione. Naquet morì a Parigi il 10 novembre 1916.

## Opere

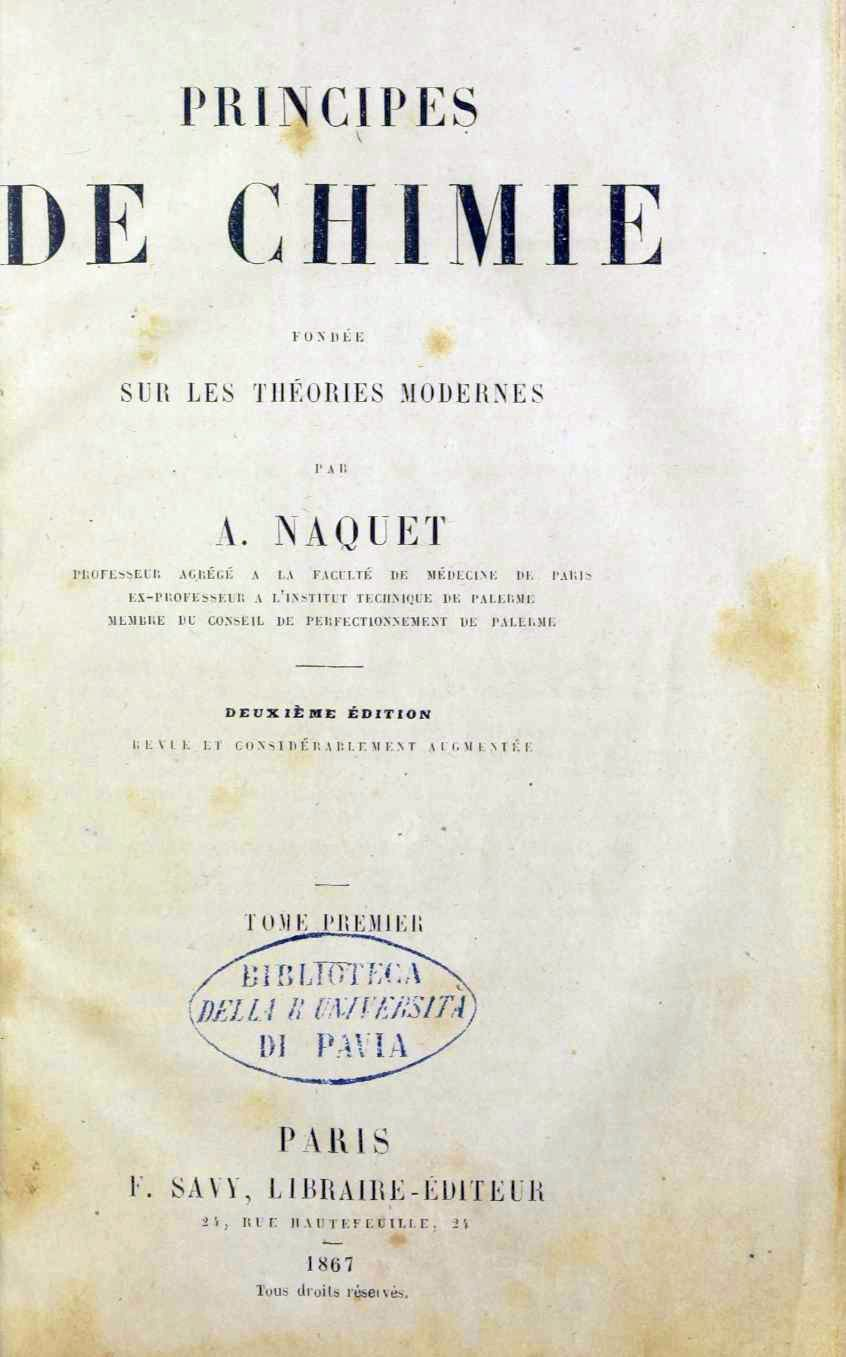
Principes de chimie fondée sur les théories modernes, 1867

La sua tesi per il dottorato Application de l'analyse chimique à la toxicologie (1859) fu seguita da diverse altre pubblicazioni di chimica, in particolare Principes de chimie fondés sur les théories modernes (1865) che nel 1890 giunse alla sua quinta edizione. Noto anche per le sue opere di carattere politico, scrisse Socialisme collectiviste et socialisme libéral (1890), Temps Futurs: Socialisme-Anarchie (1900), L'Humanité et la patrie (1901), La Loi du divorce (1903), L'Anarchie et le collectivisme (1904), e Désarmement ou alliance anglaise (1908).

## Edizioni
- (FR) Principes de chimie fondée sur les théories modernes. 1, Paris, Savy, 1867.
- (FR) Principes de chimie fondée sur les théories modernes. 2, Paris, Savy, 1867.